# Амос Кассіолі
Амос Кассіолі (італ. Amos Cassioli; 10 серпня 1832, Ашано — 17 грудня 1891, Флоренція) — італійський художник, портретист, баталіст, автор картин і фресок на історичні теми.

## Біографія
Амос Кассіолі народився в сім'ї Доменіко, власника невеликої кав'ярні, та Ассунти Маццоні. Дядько Оттавіо Кассіолі, органіст кафедрального собору в Ареццо, хотів щоб він став священиком. Смерть батька змусила його покинути навчання, щоб знайти роботу в Ашано. Пізніше завдяки деяким приватним особам і монахам з Монте Олівето Маджоре він зміг відновити навчання, вступивши в 1850 р. в Академію образотворчого мистецтва міста Сієни під керівництвом Луїджі Муссіні. Згодом Кассіолі, між 1856 і 1860 роками, мав можливість перебувати в Римі завдяки стипендії, призначеній йому великим герцогом Тоскани Фердінандо IV. У Римі він відвідував деяких молодих художників, серед яких Едгар Дега та Жан-Жак Хеннер.
Наприкінці 1860 року він обрав Флоренцію своїм постійним місцем проживання, але підтримував постійні зв'язки з Сієною. Його син Джузеппе, який став художником і скульптором, народився у Флоренції у 1865 р.
Кассіолі був чудовим художником-портретистом, також відзначився великими творами на історичні теми, включаючи: Битву при Леньяно (1860-1870, Флоренція, Галерея сучасного мистецтва Палаццо Пітті, колекція Монте деї Паскі), Провансан Сальвані (1873, Сієна, Палаццо Публіко), Присягу в Понтиді (1884, Сієна, Палаццо Публіко, колекція Монте-дей-Паскі). Заслуговує на увагу доробок картин за «класичною» тематикою, багато з яких були зібрані в 1991 році в музеї музеї Амоса та Джузеппе Касіолі в Ашано, який був побудований в 1991 році в колишньому будинку родини.
У 1886 році разом з П'єтро Альді та Чезаре Маккарі він створив проект Sala del Risorgimento (Зал Рісорджіменто) у Палаццо Публіко в Сієні, зображуючи битву при Сан-Мартіно та битву при Палестро. Над цими роботами разом з ним працював його син Джузеппе. Свій останній твір він створив у Ліворно на кладовищі Милосердя у каплиці Геррацці. Тут він намалював фрески на сюжет «Чистилища» Данте Аліг’єрі. Роботу закінчив його син.
Амос Кассіолі був наставником свого сина Джузеппе Кассіолі, художника і скульптора. Іншими учнями були Наполеоне Боні та Ада Мангіллі. 
Помер у Флоренції у 1891 році.

## Вибрані роботи
- Ашано, Музей Кассіолі - Сієнський живопис ХІХ ст.:[4]
  - Алегорія ночі (it. Allegoria della notte), створена близько 1885 року.
  - Автопортрет Амоса Кассіолі (it. Autoritratto di Amos Cassioli), створений в 1860 році.
  - Б'янка Каппелло (it. Bianca Cappello), створена в 1878 році.
  - Чіно і Сельваджія (it. Cino e Selvaggia), створений в 1864 році.
  - Чочара (it. Ciociara), створений 1855-1859.
  - Жінка з хусткою на голові  (it. Ciociara con fazzoletto in testa), 1856–1859.
  - Жінка сидить (it. Ciociara seduta), створена 1856–1859.
  - Чорний кінь (it. Il cavallo nero), створений в 1861 році.
  - Модель у студії Леонардо  (it. La modella nello studio di Leonardo), створена в 1872 році.
  - Портрет молодої сеньйори (it. Ritratto di giovane signora), створений у 1880 році.
- Флоренція, Палаццо Пітті : Битва при Леньяно (it. Battaglia di Legnano), завершена в 1870 році.[5]
- Ліворно, кладовище Милосердя, каплиця Геррацці (it. Cimitero della Misericordia: Capella Guerrazzi), фрески.[5]
- Монтероні-д'Арбія, район Раді, Церква Апостола Петра в Раді: Madonna della Stella, створена в 1868 році для Алессандро Бічі Русполі. Зараз у музеї Кассіолі в Ашано.[6]
- Сієна, Музична академія Чигіана, Зал Казелла (it. Accademia Musicale Chigiana, Sala Casella): [7] Візит Галеаццо Сфорца до Лоренцо де Медічі (it. Visita di Galeazzo Sforza a Lorenzo de'Medici), живопис олією, 1868 [5] (193 × 290 см).[8]
- Сієна, кладовище Милосердя (it. Camposanto della Misericordia di Siena): фрески каплиці Франці, створені в 1887 році.[5]
- Сієна, Палаццо Публіко:
  - Битва при Сан-Мартіно (it. Battaglia di San Martino), Зал Рісорджіменто (it. Sala del Risorgimento), фреска, створена в 1886 році.[7]
  - Битва під Палестро (it. Battaglia di Palestro), Зал Рісорджіменто (it. Sala del Risorgimento), фреска, створена в 1886 році.[7]
  - Присяга в Понтиді (it. Giuramento di Pontida), Зал капітано-дель-пополо (it. Sala del Capitano del Popolo), полотняний живопис, створений у 1875 році.[7]
  - Провенцано Сальвані в Кампо ді Сієна (it. Provenzano Salvani nel Campo di Siena), Зал капітано-дель-пополо (it. Sala del Capitano del Popolo), полотняний живопис, створений у 1875 році.[7]
- Сієна, Палаццо Салімбені, художня колекція Banca Monte dei Paschi di Siena:
  - Битва при Леньяно (it. Battaglia di Legnano), ескіз олівцем, створений близько 1860 року (193 × 227 см).[9][10]
  - Присяга в Понтиді (it. Il giuramento di Pontida), олійний живопис, створений близько 1875 року (25 × 51 см).[11]

## Галерея зображень

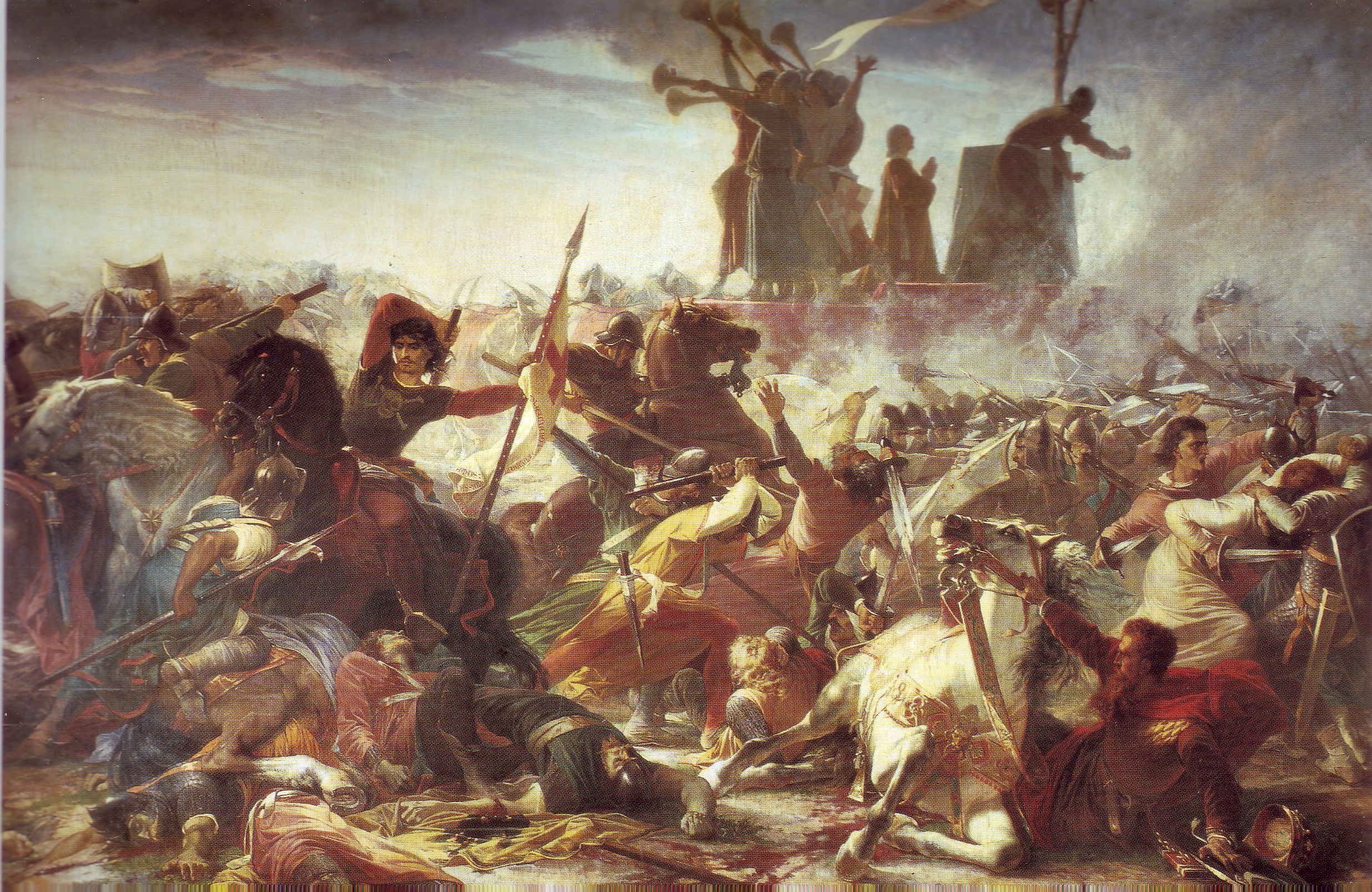
"Битва під Леньяно" (Галерея сучасного мистецтва, Палаццо Пітті, Флоренція)
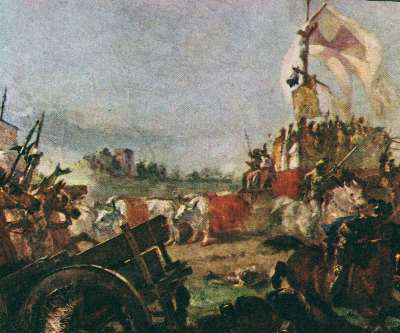
"Карроччо під час битви при Леньяно" (Галерея сучасного мистецтва, Палаццо Пітті, Флоренція)
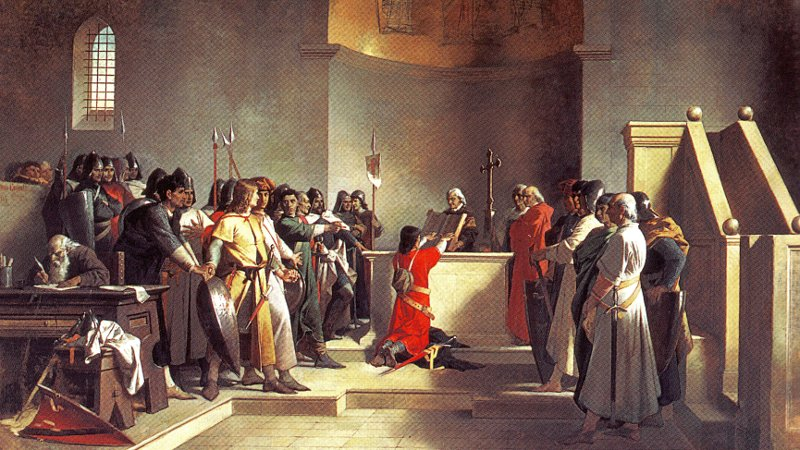
"Присяга в Понтиді"
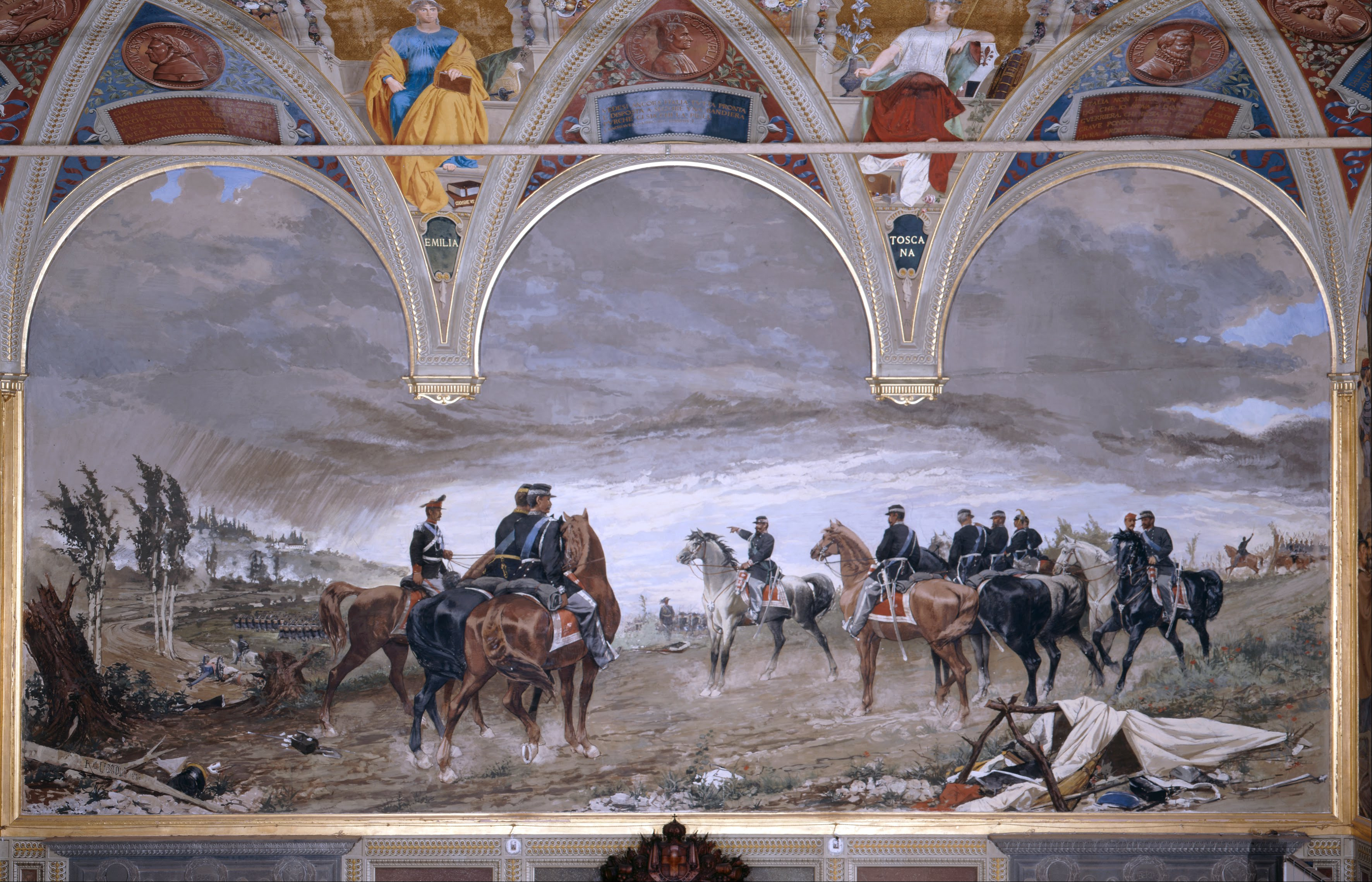
Битва при Сан-Мартіно, (Палаццо Публіко, Сієна)
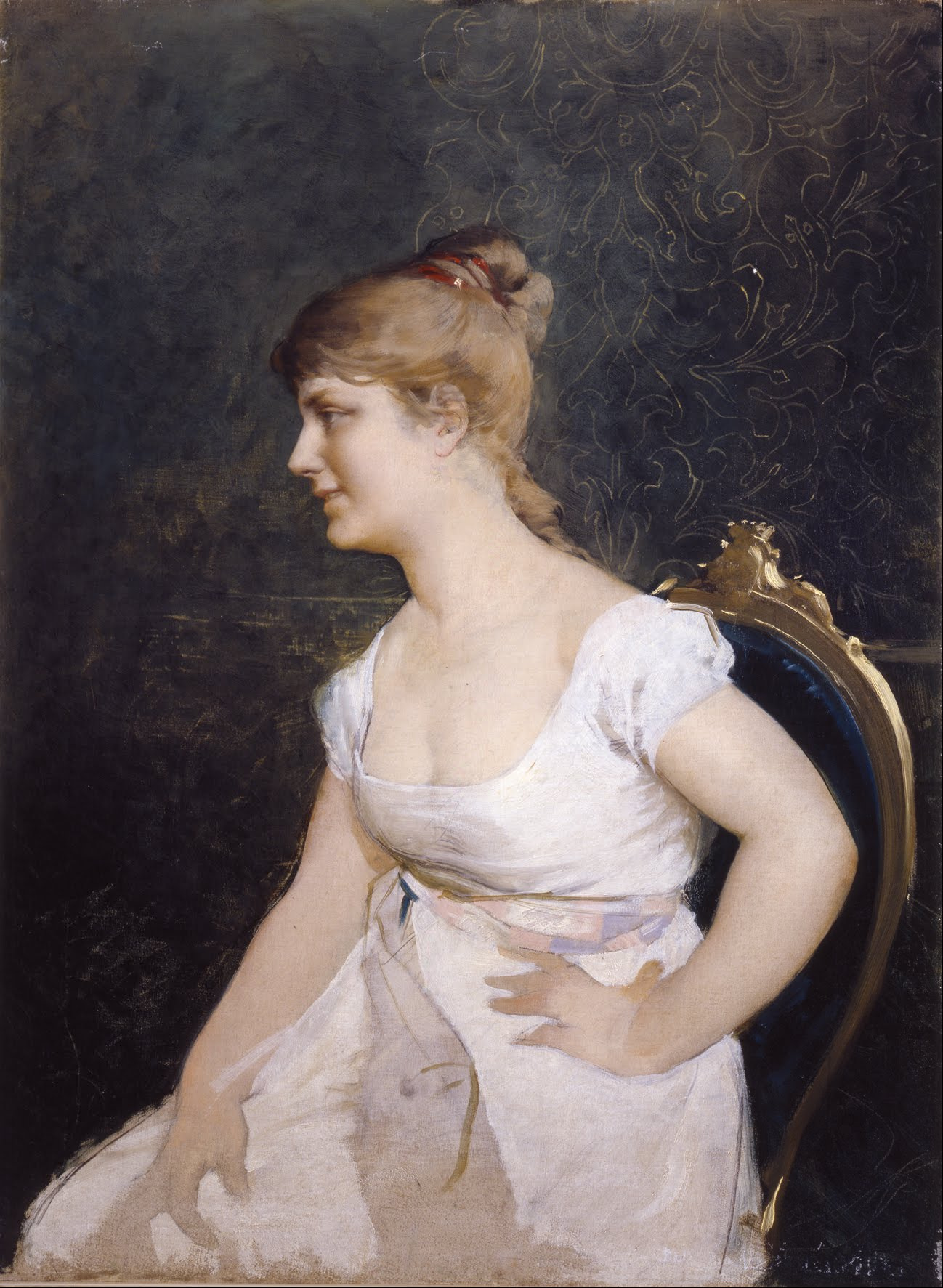
Портрет молодої жінки, (Сієнський живопис 19 століття, Музей Кассіолі, Ашано)
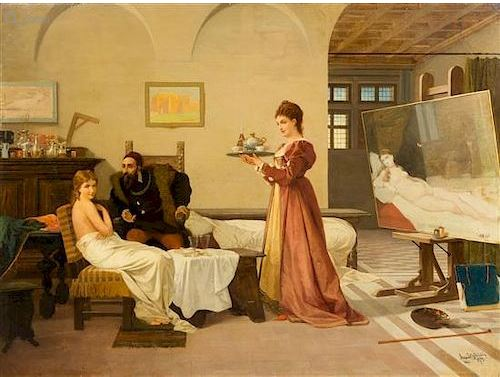
В майстерні Тіціана, 1873
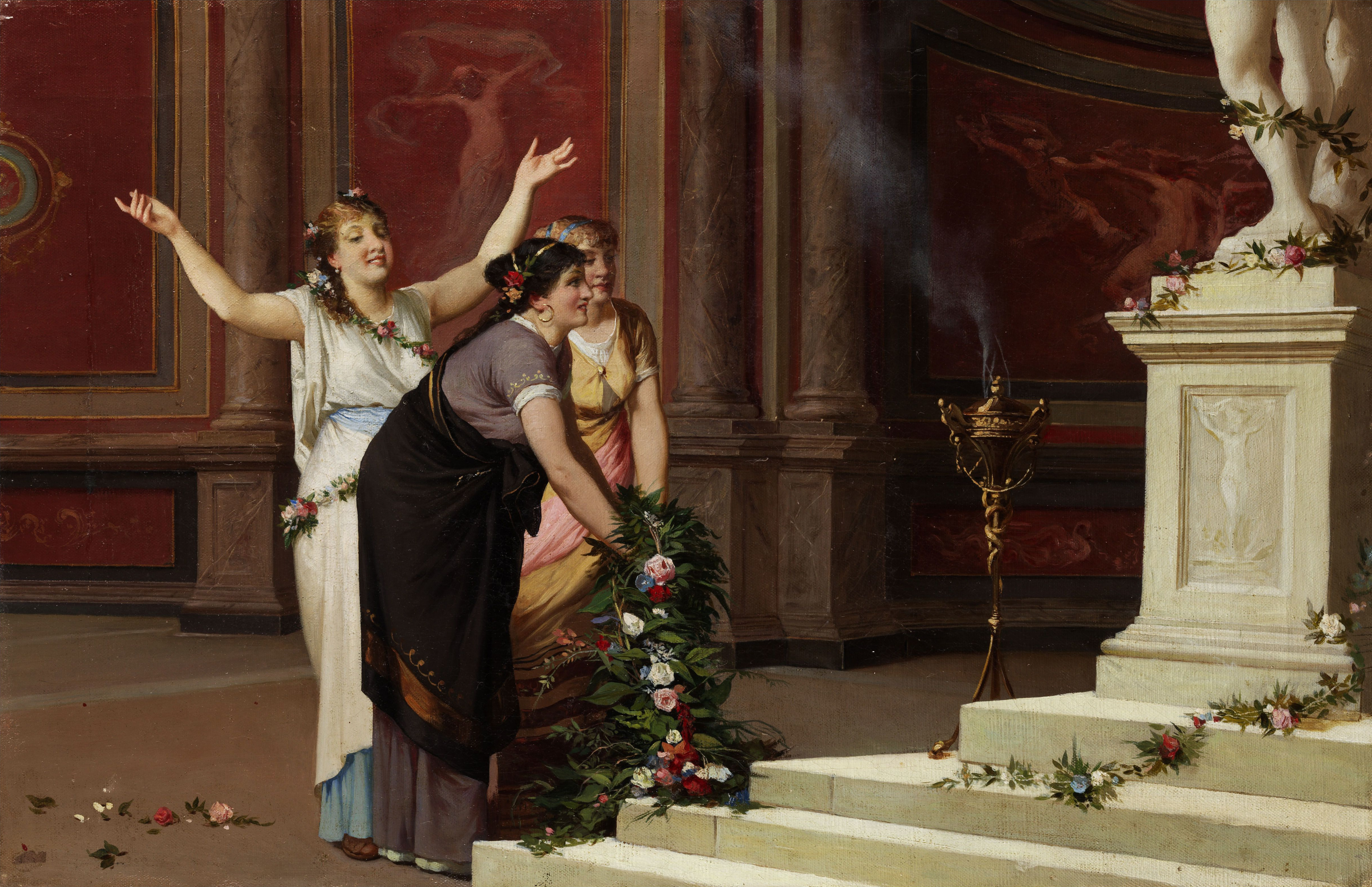
Жертвоприношення Венері (1875-1878)
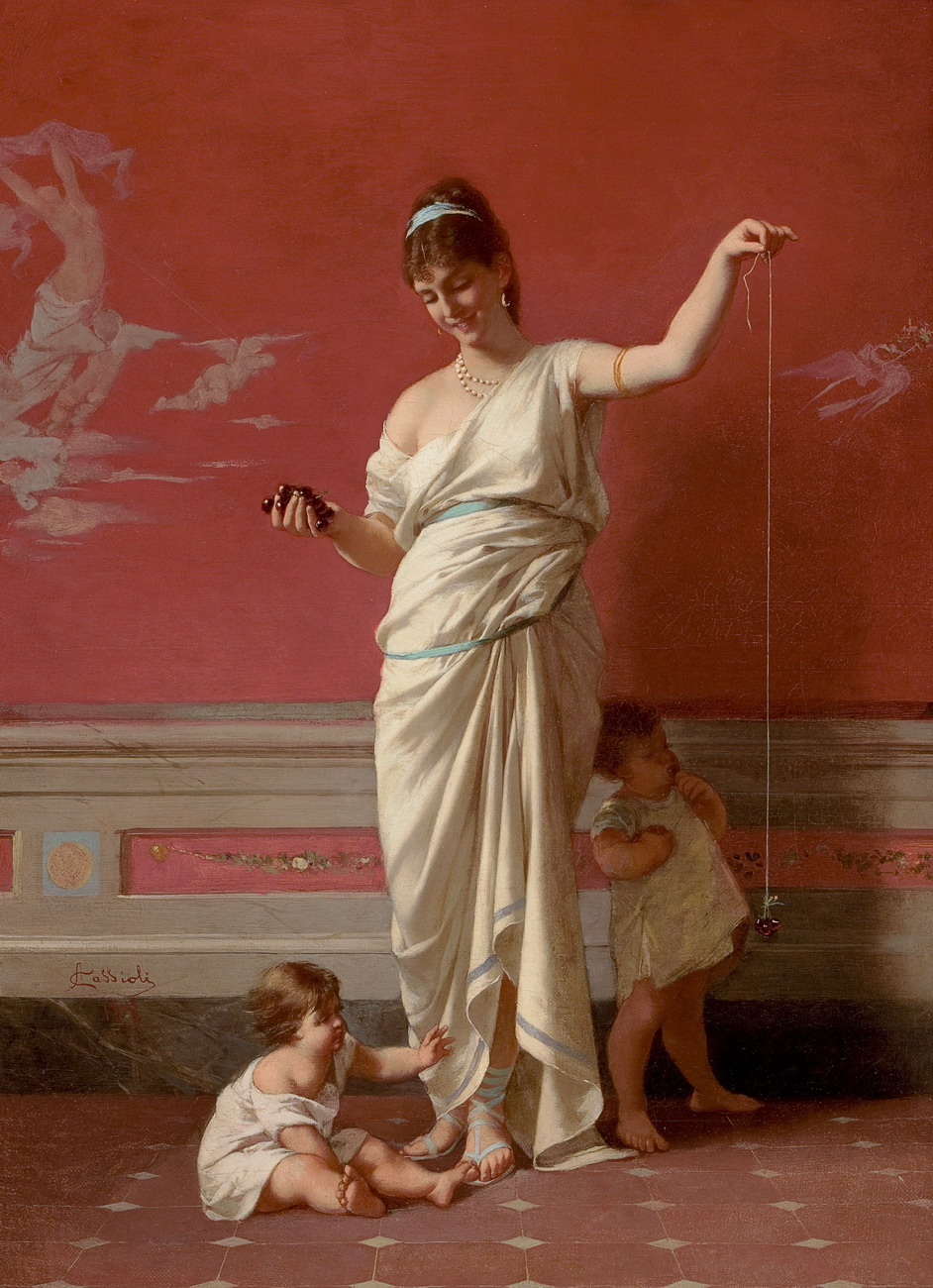
Вишні

## Музеї
- Музей Кассіолі, Ашано
- Палаццо публіко, Сієна
- Палаццо Пітті, Галерея сучасного мистецтва, Флоренція